# SN 2009ej
SN 2009ej – supernowa typu Ia odkryta 22 kwietnia 2009 roku w galaktyce A151059+0633. W momencie odkrycia miała maksymalną jasność 19,00m.